# Sarroux-Saint Julien
Sarroux-Saint Julien ist eine Gemeinde in Frankreich. Sie gehört dort zur Region Nouvelle-Aquitaine, zum Département Corrèze, zum Arrondissement Ussel und zum Kanton Haute-Dordogne. Die Bewohner nennen sich die Sarrousiens.
Sie entstand als Commune nouvelle mit Wirkung vom 1. Januar 2017 durch ein Dekret vom 22. Juni 2016, indem die bisherigen Gemeinden Sarroux und Saint-Julien-près-Bort zusammengelegt wurden und heute Communes deleguées sind. Sarroux ist seither der Hauptort (Chef-lieu).
Im Südwesten des Gemeindegebietes verläuft der Fluss Diège, im Nordosten der Lys. Beide sind Zuflüsse der Dordogne, die an der östlichen und südwestlichen Gemeindegrenze verläuft. Nachbargemeinden sind Thalamy im Norden, Monestier-Port-Dieu im Nordosten, Lanobre im Osten, Bort-les-Orgues und Madic im Südosten, Saint-Pierre im Süden, Sérandon im Südwesten, Roche-le-Peyroux und Liginiac im Westen sowie Margerides und Saint-Bonnet-près-Bort im Nordwesten.

## Gliederung

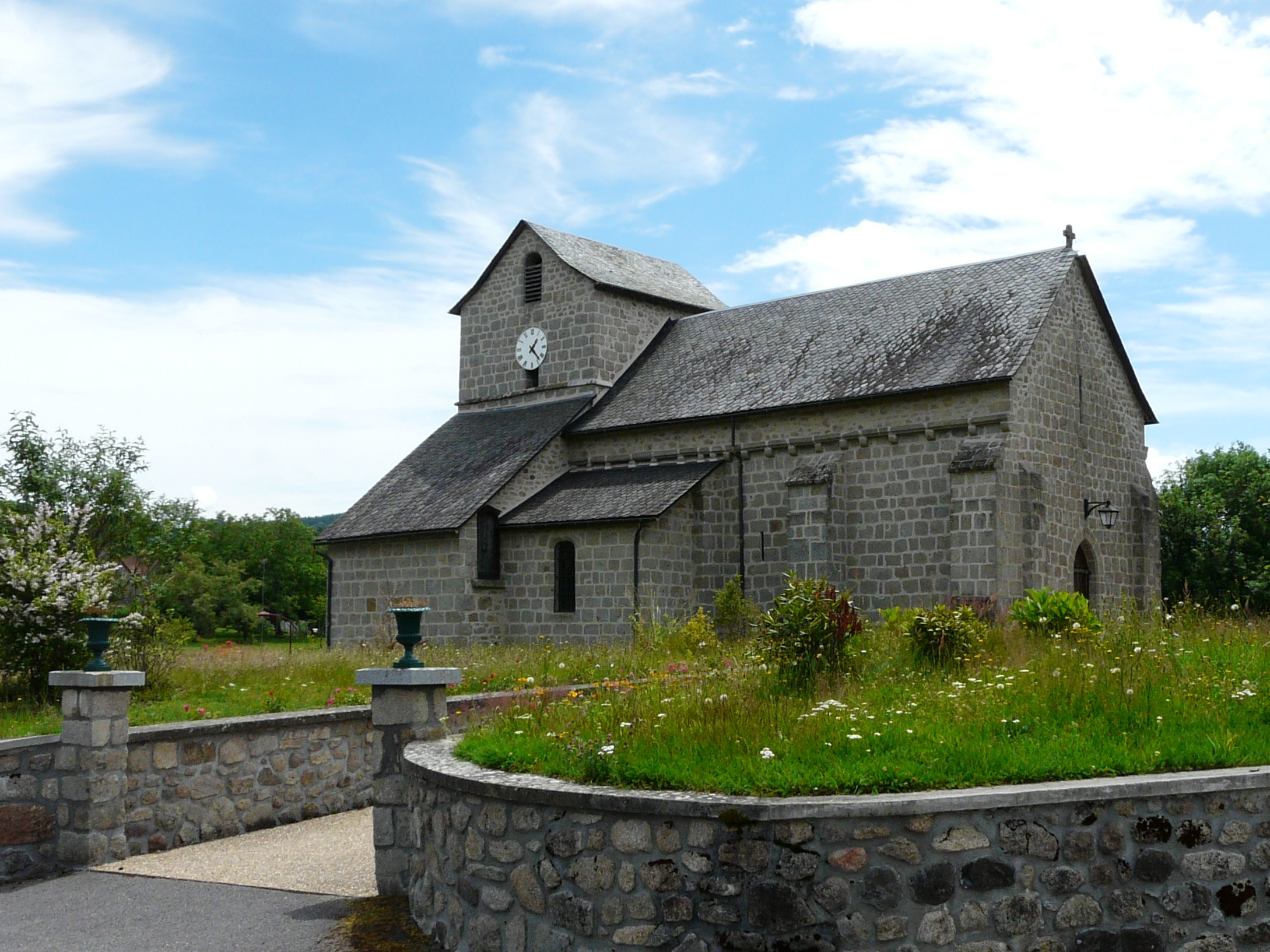
Kirche Saint-Barthélemy im Ortsteil Sarroux

| Ortsteil                  | ehemaliger INSEE-Code | Fläche (km²) | Einwohnerzahl zum 1. Januar 2019 |
| ------------------------- | --------------------- | ------------ | -------------------------------- |
| Sarroux (Verwaltungssitz) | 19252                 | 23,76        | 444                              |
| Saint-Julien-près-Bort    | 19218                 | 30,63        | 401                              |